# Joseph-Balthazar Gibert
Joseph-Balthazar Gibert (1711-1771) fue un historiador francés.

## Biografía
Nació en Aix-en-Provence el 17 de febrero de 1711. Siendo muy joven fue enviado a París a casa de un tío suyo para que realizara sus estudios, pero al poco tiempo, «arrastrado por su amor a la libertad», huyó de casa de su tío y estuvo desaparecido durante más de un año, cuando le encontraron dedicado a trabajos agrícolas. Terminó sus estudios, siguió la carrera del foro y estuvo empleado en el despacho de Ormesson, abogado general del Parlamento de París y primer presidente en 1788. Malesherbes le encargó después la inspección de la Biblioteca, cargo que abandonó para ejercer el de guardia del depósito de unos archivos.
Comenzó su carrera literaria publicando en los periódicos de la época algunas Cartas, entre las que se incluían: «Carta de M. G. á Freret sobre la historia antigua» (1741), en la que combate algunas opiniones históricas de Fréret, «Carta sobre la cronología de Babilonia y los egipcios» (1743), «Observaciones sobre la traducción de Virgilio del abate Desfontaines» (1745) y «Memorias sobre el paso del mar Rojo» (1755). En las Memorias de la Academia de Inscripciones se publicaron gran número de disertaciones de Gibert. Fue editor de los Discursos y trozos escogidos del canciller d'Aguesseau. Hizo un trabajo notable sobre la cronología religiosa y profana, del cual se publicó en 1811 un resumen con el título de Prospecto razonado de un nuevo sistema del tiempo.
Los cargos que desempeñó le permitieron coleccionar gran número de títulos de obras diversas sobre la historia y el derecho público francés, que se proponía publicar, pero que no llegó a hacerlo. Colaboró en publicaciones como Journal des savants y Mercure. Falleció el 12 de noviembre de 1771.